# Положение об автономии Малой Башкирии
Положение об автономии Малой Башкирии — документ, разработанный членами Башкирского правительства в январе 1918 года и определяющий административное деление, порядок формирования высших органов власти и организацию органов местного самоуправления автономной Башкирии. Выступал в качестве конституции автономии. 

## История
Документ был разработан членами Башкирского правительства на основе постановления башкирских съездов об автономии Башкурдистана.

## Структура и содержание

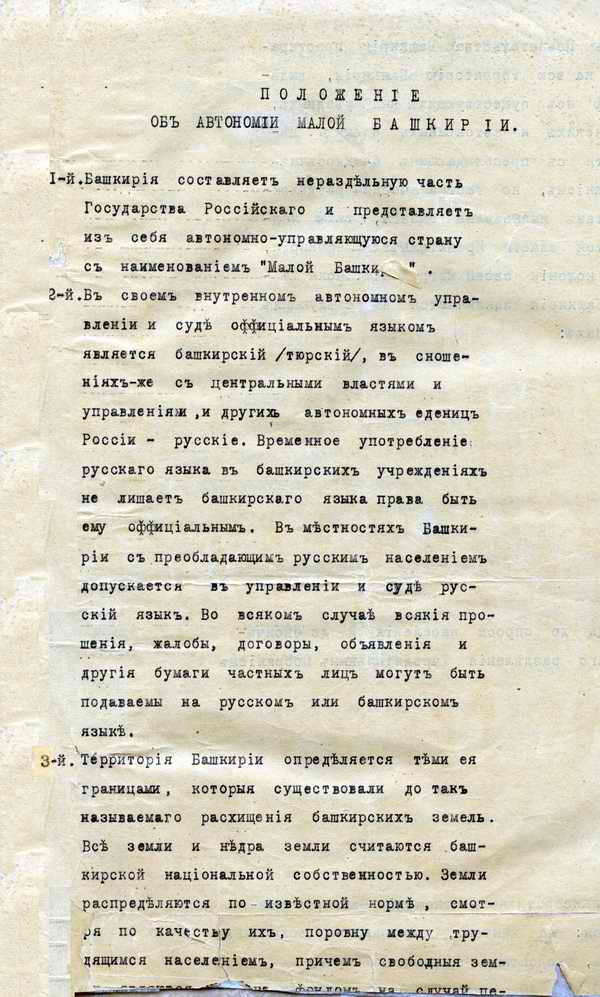
Первые три параграфа

Документ объединяет 93 статьи и состоит из 9 разделов: «Общее положение об автономии Малой Башкирии», «Об органах управления Башкирии», «О Курултае», «О заседаниях Курултая», «Предмет ведомства Курултая», «О правительстве Башкирии», «О кантонном, волостном, земском и юртовом управлении», «О суде», «О печати, гербе, флаге и знамени».
В разделе «Общее положение об автономии Малой Башкирии» территория Башкирии определяется как автономия в составе Российского государства под названием «Малая Башкирия». В качестве государственных языков устанавливались башкирский и русский. Земли и недра признавались национальной собственностью. Устанавливалось административное деление на кантоны, волостные земства и юрты.
Раздел «Об органах управления Башкирии» устанавливал, что органами управления Башкирии являются: 1) Курултай с Правительством Башкирии; 2) кантонная дума с кантонным управлением; 3)волостное земское собрание с земской управой; юртовой сход со старостой.
В разделе «О Курултае» Курултай объявлялся высшим законодательным органом Башкирии. Также в этом разделе определялись требования к депутатам и процедуре их выбора.
Раздел «О заседаниях курултая» устанавливал регламент работы Курултая.
Раздел «Предмет ведомства Курултая» определял круг компетенции законодательного органа. К его компетенции относились вопросы взаимодействия с союзной властью, обеспечение национальной и территориальной неприкосновенности, изменение и дополнение действующих законоположений, установление налогов и сборов, рассмотрение и утверждение бюджета автономии, вопросы образования, здравоохранения, назначения и увольнения должностных лиц, помилования.
Раздел «О Правительстве Башкирии» определял структуру правительства и его основные функции. Однако порядок формирования правительства не определялся, а на представительство русской национальности в нём накладывались ограничения.
Согласно разделу «О суде» учреждались Мировые и Общие Судебные установления, действующие на основании общегосударственных законов и подчиняющиеся российскому правительствующему Сенату.
Однако в тяжбах, исках и спорах между башкирами предлагалось применять законы изданные Курултаем на основе обычного права (адата) и правил Шариата.
Несмотря на прогрессивность документа, в числе его недостатков следует указать на отсутствие раздела о правах и обязанностях человека и гражданина, слабую разработанность раздела о правосудии, вопросах ведения автономии как субъекта федерации.

## Значение
«Положение об автономии Малой Башкирии» вместе с другим «Проектом положения об автономном управлении Малой Башкирии», фарманом № 2 и постановлениями 3-го Учредительного курултая легло в основу «Соглашения центральной Советской власти с Башкирским Правительством о Советской Автономной Башкирии».